# Episphaerella dodonaeae
Episphaerella dodonaeae är en svampart som först beskrevs av Frank Lincoln Stevens, och fick sitt nu gällande namn av M.L. Farr, Schokn. & J.L. Crane 1985. Episphaerella dodonaeae ingår i släktet Episphaerella och familjen Pseudoperisporiaceae.   Inga underarter finns listade i Catalogue of Life.